# Хуслия (Аляска)
Хуслия (англ. Huslia, коюк. Ts’aateyhdenaadekk’onh Denh) — город в зоне переписи населения Юкон-Коюкук, штат Аляска, США.

## География

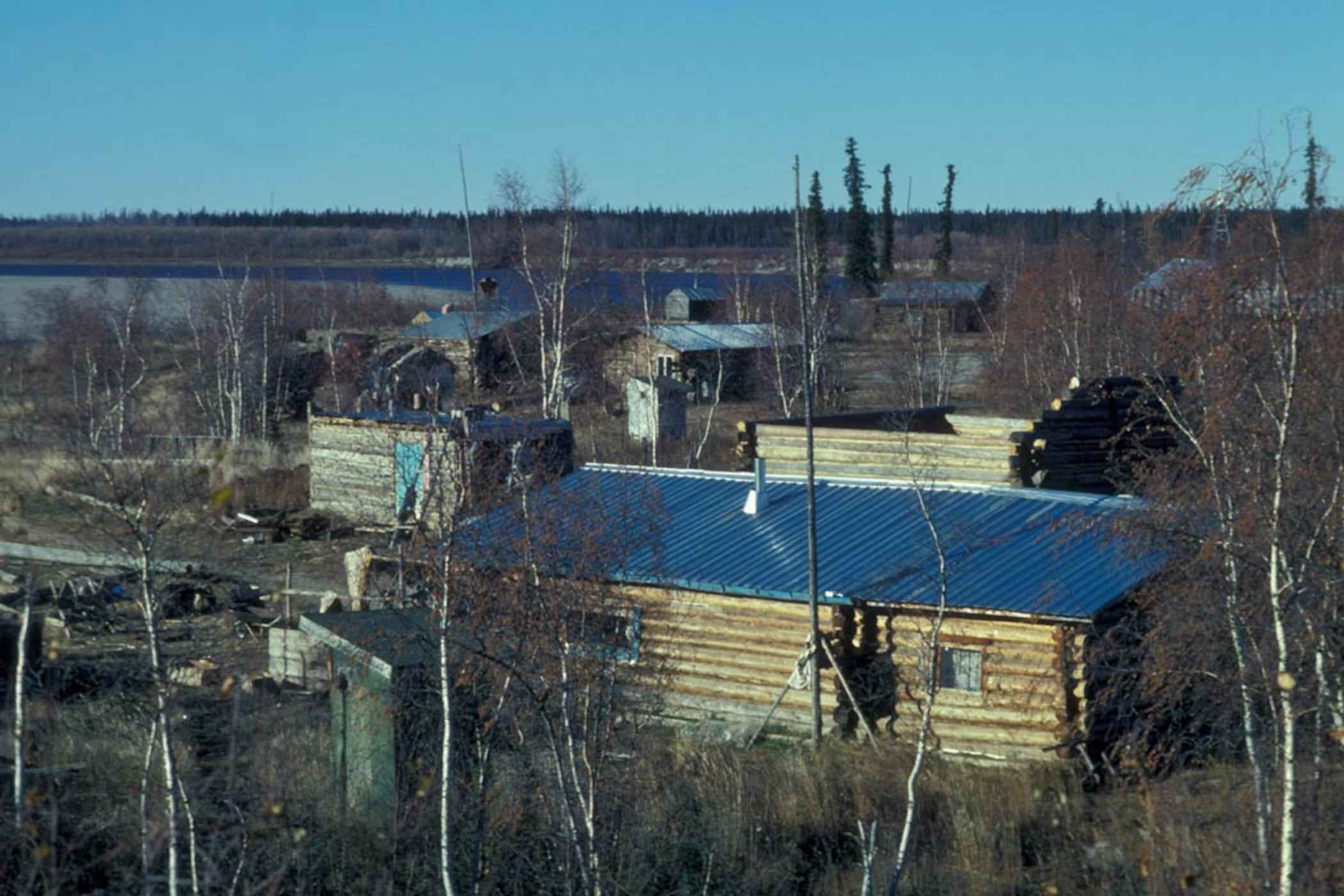
Хуслия

Хуслия расположен в западной части центральной Аляски на берегу реки Коюкук. Площадь города составляет 44,5 км², из которых 1,9 км² (ок. 4,3 %) занимают открытые водные пространства. Город обслуживает одноимённый аэропорт. Хуслия находится на территории заповедника англ. Koyukuk National Wildlife Refuge.

## История
Первые строения на месте нынешнего города появились в 1949 году — сюда решили перенести свой посёлок жители Катоффа, который стоял с 1920-х годов в 6 километрах (по суше; по реке — в 26 километрах) от нынешнего места, так как регулярные наводнения и эрозия речного берега сделали жизнь там невозможной. Поселение назвали Хасли (Huslee) в честь близлежащей речушки, позднее оно получило нынешнее, немного изменённое, имя. Первая школа открылась в 1950 году, в которой по состоянию на 2010 год обучаются 80 учеников; затем в течение двух лет появились почтовое отделение, аэропорт и автомобильная дорога. В 1960 году открылась клиника; в 1963 году заработали 29 водоразборных колонок. В 1969 году Хуслия получил статус города (city 2-го класса). В 1974 году заработал круглогодичный водопровод.
Можно отметить, что место, на котором стоит Хуслия, с 1886 года использовалось местными жителями как кладбище, однако к моменту возведения первых построек селения почти всё оно уже было смыто в реку из-за эрозии.

## Демография
Подавляющее большинство жителей города составляют эскимосы-коюконцы (англ. Koyukon people).
Население
- 2000 — 293
- 2010 — 275
- 2011 — 299

Расовый состав
- эскимосы — 92,3 %
- белые — 6,6 %
- смешанные расы — 1,1 %

В качестве домашнего языка общения 66,7 % жителей используют английский, остальные 33,3 % — атабаскский.